# Stefan Kazimierz Hankiewicz
Stefan Kazimierz Hankiewicz herbu własnego Newlin (zm. przed 11 kwietnia 1701) – metrykant kancelarii wielkiej koronnej i prefekt Archiwum Koronnego Warszawskiego, od 1653 pisarz dekretowy wołyński, od 1658 pisarz kancelarii wielkiej koronnej, rajca (od 1657) i wójt (od 1659) miasta Starej Warszawy, wójt kijowski od 1661.

## Życiorys
Pochodził ze śląskiej rodziny mieszczańskiej, która przeniosła się na Wołyń ze względu na służbę u książąt Ostrogskich. Walczył w bitwach pod Zborowem, Beresteczkiem, Gołuchowem i Nowogrodem Siewierskim. Podczas kampanii Stefana Czarnieckiego brał także udział w odbiciu Torunia. Jego pierwszą żoną była Anna Drewnówna, córka Łukasza Drewny aptekarza i burmistrza Starej Warszawy. Następnie ożenił się Franciszką Joanną Perotówną, córką jednego z warszawskich rajców.  

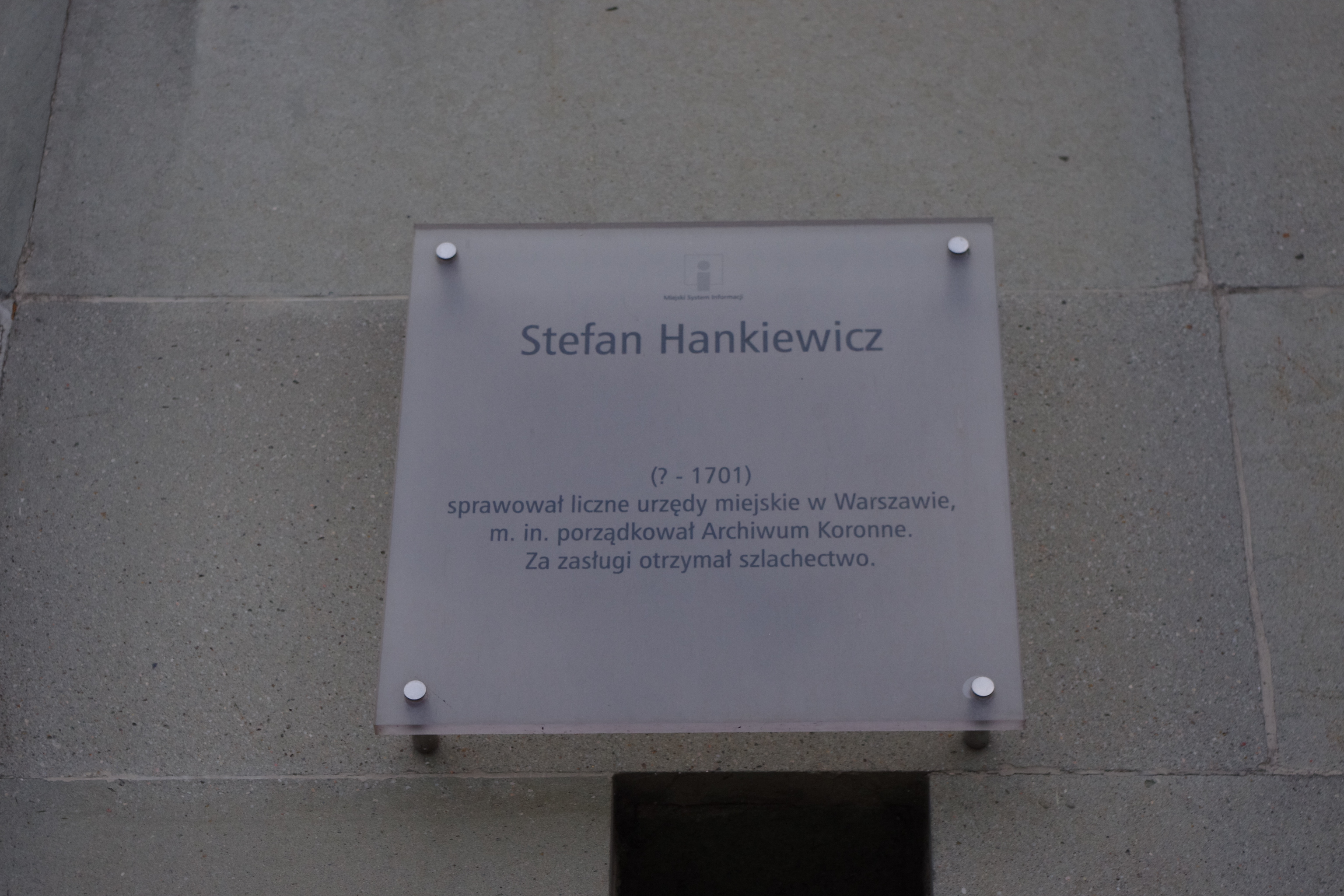
Tablica Miejskiego Systemu Informacji upamiętniająca Stefana Kazimierza Hankiewicza, na ulicy jego imienia na warszawskiej Ochocie

W 1655 otrzymał szlachectwo szwedzkie od króla Jana Kazimierza. W 1657 został członkiem ławnikiem i rajcą warszawskim, a rok później sekretarzem królewskim i metrykantem kancelarii wielkiej koronnej. W 1661 uzyskał urząd wójta kijowskiego, który sprawował jednak przez swojego pełnomocnika. Brał udział w życiu miasta Warszawy. Był administratorem ceł wodnych oraz następnie skarbnikiem miejskim. 
W latach 1664–1673 razem z Dobrogostem Madaleńskim, pisarzem pokojowym króla, sporządził inwentarz części zbiorów Archiwum Koronnego, odzyskanego ze Szwecji na mocy traktatu oliwskiego. W latach 1670–1672 opracował także inwentarz ksiąg miejskich miasta Starej Warszawy.
Nobilitowany 12 kwietnia 1673 za liczne zasługi dla Rzeczypospolitej.